# Tom Everett Scott
Tom Everett Scott (East Bridgewater (Massachusetts), 7 september 1970) is een Amerikaans acteur.

## Biografie
Scott werd geboren in East Bridgewater, een plaats in de county Plymouth County van de staat Massachusetts. Scott heeft gestudeerd aan de Universiteit van Syracuse in Syracuse (New York) waar hij in 1992 zijn Bachelor of Arts haalde in drama. Scott is vanaf 1997 getrouwd en heeft hieruit twee kinderen. 

## Filmografie

### Films
Uitgezonderd korte films.
- 2024: Paper Flowers - als dr. Baxter
- 2024: Rockbottom - als Jesse Rockbottom
- 2023: One True Loves - als Michael
- 2022: Dolly Parton's Mountain Magic Christmas - als Sam Haskell
- 2021: The Good Father: The Martin MacNeill Story - als Martin MacNeill
- 2021: Rise and Shine, Benedict Stone - als Benedict Stone
- 2020: Sister of the Groom - als Ethan
- 2020: Finding You - als Montgomery Rush
- 2020: Clouds - als Rob Sobiech
- 2019: I Hate Kids - als Nick Pearson
- 2018: Danger One - als Dean
- 2018: Collusions - als Martin
- 2018: All Square - als Adam
- 2017: Christmas Connection - als Jonathan
- 2017: Diary of a Wimpy Kid: The Long Haul - als Frank Heffley
- 2017: The Last Word - als Ronald Odom
- 2016: Left Behind: Vanished: Next Generation - als Damon
- 2016: Sister Cities - als chief Brady
- 2016: La La Land - als David
- 2016: Pup Star - als Charlie (stem)
- 2015: Forever - als Fred
- 2015: Strings - als Jim
- 2014: Love Finds You in Sugarcreek - als Joe Matthews / Micah Matthias
- 2013: Enemies Closer – als Henry
- 2012: Parental Guidance – als Phil Simmons
- 2011: Mars Needs Moms – als vader
- 2011: Bad Mom – als Ted Lacey
- 2011: 2ND Take – als Peter
- 2010: The Devil's Teardrop – als Parker Kincaid
- 2009: Tanner Hall – als Gio
- 2009: Race to Witch Mountain – als Matheson
- 2008: Snow Buddies – als Buddy (stem)
- 2007: Because I Said So – als Jason
- 2006: Air Buddies – als Buddy (stem)
- 2006: Surrender, Dorothy – als Adam
- 2005: Sexual Life – als Todd
- 2004: Karroll's Christmas – als Allen Karroll
- 2003: Platonically Incorrect – als Scott Monte
- 2002: Van Wilder – als Elliot Grebb
- 2000: Attraction – als Garrett
- 2000: Boiler Room – als Michael Brantley
- 1999: Top of the Food Chain – als Guy Fawkes
- 1999: Inherit the Wind – als Bertram Cates
- 1999: The Love Letter – als Johnny
- 1998: River Red – als Dave Holden
- 1998: One True Thing – als Brian Gulden
- 1998: Dead Man on Campus – als Josh
- 1997: An American Werewolf in Paris – als Andy McDermott
- 1996: That Thing You Do! – als Guy Patterson

### Televisieseries
Uitgezonderd eenmalige gastrollen.
- 2022-2023: The Summer I Turned Pretty - als Adam Fisher - 5 afl.
- 2020: Council of Dads - als Scott Perry - 4 afl.
- 2020: The Healing Powers of Dude - als Marvin Ferris - 8 afl.
- 2017-2019: 13 Reasons Why - als mr. Down - 8 afl.
- 2017-2019: I'm Sorry - als Mike - 20 afl.
- 2016-2018: Elementary - als Henry Baskerville - 2 afl.
- 2015-2016: Scream - als Kevin Duval - 6 afl.
- 2015-2016: Reign - als Lord William - 6 afl.
- 2014: Z Nation - als Garnett - 6 afl.
- 2014: Beauty and the Beast - als Sam Landon - 5 afl.
- 2009-2013: Southland – als detective Russell Clarke – 17 afl.
- 2012: GCB – als Andrew Remington – 3 afl.
- 2008-2011: Batman: The Brave and the Bold – als Booster Gold / Michael Jon Carter (stemmen) – 8 afl.
- 2008-2009: Sons of Anarchy – als Rosen – 3 afl.
- 2008-2009: Law & Order– als gouverneur Donald Shalvoy – 4 afl.
- 2008: Cashmere Mafia – als Jack Cutting – 3 afl.
- 2006: Saved – als Wyatt Cole – 13 afl.
- 2002-2003: ER – als Eric Wyczenski – 8 afl.
- 2002-2003: Do Over – als Joel – 13 afl.
- 2001-2002: Philly – als Will Froman – 22 afl.
- 2000-2001: The $treet – als Jack T. Kenderson – 12 afl.
- 1995-1997: Grace Under Fire – als Matthew – 5 afl.

### Computerspellen
- 2010: Batman: The Brave and the Bold – The Videogame – als Booster Gold
- 2004: Call of Duty: Finest Hour – als stem